# César Arzo
César Arzo (n. Villarreal, Castellón, Comunidad Valenciana, España, 21 de enero de 1986) es un exfutbolista español que jugaba de defensa, aunque también podía desempeñar su labor como medio defensivo. Su último equipo fue el Club Gimnàstic de Tarragona de la Primera Federación.

## Trayectoria
Se formó en las categorías inferiores del Villarreal C. F. y llegó a debutar con el primer equipo en Primera División en el estadio de Anoeta el 23 de marzo de 2003. Llegó a debutar en Liga de Campeones de la UEFA con el Villarreal C. F. donde llegó a semifinales. 
En la temporada 2006-2007, jugó cedido en el Recreativo de Huelva donde fue de menos a más. En la siguiente, 2007-2008 recaló en el Real Murcia Club de Fútbol de nuevo en calidad de cedido, con el que descendió de categoría. Para la temporada 2008-09 cerró su traspaso al Recreativo de Huelva para cuatro años. El Recreativo no tuvo que pagar cantidad alguna al equipo de Villarreal, pero se guardó una opción de recompra. Tras el descenso del Recreativo a la Segunda División de España, el Villarreal C. F. hizo efectiva esa cláusula y volvió al Villarreal C. F.
El 24 de julio de 2009, firma por el Real Valladolid por cuatro temporadas. El 21 de enero de 2011, es traspasado al K. A. A. Gante de la liga belga.
En enero de 2014, firma por el Real Zaragoza hasta el final de temporada tras rescindir su contrato con el conjunto belga. En verano de este año, se marcha al Beitar Jerusalén.

## Selección nacional
Ha jugado con todas las categorías inferiores de la selección de fútbol de España aunque no ha llegado a debutar con la selección absoluta.

## Clubes
| Club                        | País       | Año        |
| --------------------------- | ---------- | ---------- |
| Villarreal C. F. "B"        | España     | 2002-2003  |
| Villarreal C. F.            | España     | 2003-2006  |
| R. C. Recreativo de Huelva  | España     | 2006-2007  |
| Real Murcia C. F.           | España     | 2007-2008  |
| R. C. Recreativo de Huelva  | España     | 2008-2009  |
| Real Valladolid C. F.       | España     | 2009-2011  |
| K. A. A. Gante              | Bélgica    | 2011-2013  |
| Real Zaragoza               | España     | 2014       |
| Beitar Jerusalem F. C.      | Israel     | 2014-2015  |
| A. E. K. Atenas             | Grecia     | 2015-2016  |
| FC Kairat Almaty            | Kazajistán | 2016-2017  |
| Club Gimnàstic de Tarragona | España     | 2017-2019. |

### Palmarés
| Título         | Club             | País                                      | Año  |
| -------------- | ---------------- | ----------------------------------------- | ---- |
| Copa Intertoto | Villarreal C. F. | Heerenveen (P. Bajos) Villarreal (España) | 2003 |
| Copa Intertoto | Villarreal C. F. | Madrid (España) Villarreal (España)       | 2004 |